# Pararealgar
El pararealgar és un mineral de la classe dels sulfurs. Rep el nom del grec παρα "para", més enllà, per la relació estructural polimorfa amb el realgar.

## Característiques
El pararealgar és un sulfur de fórmula química As₄S₄. Cristal·litza en el sistema monoclínic. La seva duresa a l'escala de Mohs es troba entre 1 i 1,5.
Segons la classificació de Nickel-Strunz, el pararealgar pertany a «02.FA: Sulfurs d'arsènic, àlcalis, sulfurs amb halurs, òxids, hidròxid, H₂O, amb As, (Sb), S» juntament amb els següents minerals: duranusita, dimorfita, realgar, alacranita, uzonita, laphamita, orpiment, getchellita i wakabayashilita.
L'exemplar que va servir per a determinar l'espècie, el que es coneix com a material tipus, es troba conservat a les col·leccions mineralògiques del Geological Survey of Canada.

## Formació i jaciments
Va ser descrita a partir de mostres recollides en dos indrets de la Colúmbia Britànica, al Canadà: la mina Grey Rock, a Truax Creek, i a la mina Mt Washington, al districte de Comox. També ha estat descrita en altres indrets d'Amèrica i Europa, així com en diversos punts de l'Àsia més oriental.